# Замыслов, Иван Васильевич
Иван Васильевич Замыслов, (30 марта 1874, д. Прудовка Варнавинского уезда Костромской губернии — 29 августа 1937, г. Горький) — крестьянин, депутат Государственной думы Российской империи I созыва от Костромской губернии.

## Биография
Крестьянин из деревни Прудовка Благовещенской волости Варнавинского уезда Костромской губернии. Окончил земскую начальную школу. Занимался хлебопашеством. 

### Предприниматель
Вместе с братом Федором организовал предприятие по выработке, торговле и приему подрядов на доставку извести, мела, алебастра и камня. Владел собственной баржей для перевозки материалов, нанимал буксир. В 1914 году предприятие Замысловых вошло в состав акционерного общества «Крестьянин», соучредителем которого был известнейший судопромышленник Дмитрий Васильевич Сироткин.

### Благотворитель
- Председатель Совета ссудо-сберегательного товарищества.
- Кандидат в волостные старшины.
- Церковный староста.

Сторонник народного просвещения. Построил в селе Благовещенское Варнавинского уезда школу, народный дом с библиотекой, больницу.

### Политик
С 1905 года член Конституционно-демократической партии.
27 марта 1906 избран в Государственную думу Российской империи I созыва от общего состава выборщиков Костромского губернского избирательного собрания. Входил в Конституционно-демократическую фракцию. Участвовал в работе над законопроектом «О собраниях в Российской империи». Подписал законопроекты: «42-х» по аграрному вопросу, «О гражданском равенстве», «О собраниях», а также ряд запросов министру внутренних дел (об отмене военного положения, запрете казнить несовершеннолетних преступников, помиловании и смягчении наказания для некоторых революционеров).

### После роспуска Думы
10 июля 1906 года в г. Выборге подписал Выборгское воззвание, распространял его вместе с «Манифестом всему российскому крестьянству» в Варнавинском уезде Костромской губернии. 18 декабря 1907 по делу о "Выборгском воззвании" осужден по ст. 129, ч. 1, п. п. 51 и 3 Уголовного Уложения, приговорен к 3 месяцам тюрьмы и лишен права быть избранным. Отбывал наказание в Костромской тюрьме вместе с депутатами от той же губернии П. А. Сафоновым, З. Г. Френкелем и Н. А. Огородниковым.

### После выхода из тюрьмы
В 1908 после выхода из тюрьмы перестал заниматься политической деятельностью, хотя оставался в курсе событий общественной жизни, выписывал кадетскую газету «Речь», журнал «Нива».

### После революции
После Февральской революции в 1917 году являлся председателем Благовещенского волостного комитета общественной безопасности Временного правительства. Являлся гласным на 1-м уездном и губернском Демократических собраниях Костромской губернии. Участник Московского Государственного совещания в августе 1917 года. Кандидат в Учредительное собрание от партии кадетов.
После октября 17-го 1920-х годах работал в должности заместителя начальника судоверфи в посёлка Красные Баки. В 1931—1933 годах — заведующий подсобными предприятиями станции Поназырево, Северной железной дороги. В 1935 году работал прорабом на строительстве дач в Зелёном городе близ Горького.

### Аресты и гибель
Замыслова органы ВЧК ОГПУ арестовывали дважды — в 1921 и 1923 годах. С 1927 по 1933 годы его трижды лишали избирательных прав, как "представителя эксплуататорского класса" (или "лишенца"), но он каждый раз добивался восстановления.
5 августа 1937 года он в третий раз арестован Воскресенским райотделом НКВД. В момент ареста охарактеризован как элемент "без определённых занятий". Проживал в деревне Прудовка Воскресенского района Нижегородской области. 21 августа 1937 (через 16 дней после ареста) приговорён Особой Тройкой УНКВД по Горьковской области по обвинению в антисоветской агитации к «10 годам тюремного заключения без права переписки» (эвфемизм "расстрела" в тот период).
Расстрелян в г. Горьком 29 августа 1937 года.
27 ноября 1989 года дело Замыслова Ивана Васильевича пересмотрено, а он реабилитирован.
Место захоронения неизвестно.